# Weyhe
Weyhe är en kommun i Landkreis Diepholz i förbundslandet Niedersachsen i Tyskland. Kommunen bildades 1 mars 1974 genom en sammanslagning av de tidigare kommunerna Kirchweyhe, Leeste och Sudweyhe.